# Hanaya Yohei
 (janvier 2015).
Si vous disposez d'ouvrages ou d'articles de référence ou si vous connaissez des sites web de qualité traitant du thème abordé ici, merci de compléter l'article en donnant les références utiles à sa vérifiabilité et en les liant à la section « Notes et références ».
Hanaya Yohei (華屋 与兵衛／花屋 與兵衛, 1799–1858) est généralement considéré comme l'inventeur des  edomae-zushi (江戸前寿司), communément appelés nigirizushi (sushis formés à la main, les plus connus mondialement), à la fin de la période Edo.
À cette époque, les sushis étaient fabriqués à partir des poissons frais capturés dans la baie de Tokyo. Cela exclut l'utilisation de beaucoup de poissons utilisés de nos jours, comme le saumon ou  l’ikura. Même si Tokyo est une ville côtière, la conservation du poisson était problématique avant l'invention de la réfrigération.
Pour éviter la pourriture, Hanaya cuisait légèrement ou marinait le poisson dans de la sauce soja ou du vinaigre. La chair du thon était peu appréciée des gens, à cause de sa décomposition très rapide. Hanaya marinait celle-ci dans de la sauce soja. Il la servait ensuite découpée en fines tranches sur des boules de riz vinaigré japonais, qui étaient plus petites que les standards actuels. Ses sushis étaient donc très différents des stéréotypes actuels de sushis à base de poisson cru.
La cuisine de Hanaya fut le point de départ de changements dans les habitudes alimentaires d'Edo. Durant les premières années, un chef ne préparait des sushis qu'à titre occasionnel. Puis des yatai de sushis peu chers virent le jour. Après que le gouvernement eût interdit ces stands, les restaurants de sushis plus luxueux (ryōtei) devinrent monnaie courante. De nos jours, les kaitenzushi sont devenus populaires.